# 애니월드
《애니월드》는 KBS 2TV에서 방송되었던 애니메이션 정보 텔레비전 프로그램이다.

## 방송 시간
| 방송 채널 | 방송 기간                           | 방송 시간                           |
| --------- | ----------------------------------- | ----------------------------------- |
| KBS 2TV   | 2013년 4월 14일 ~ 2013년 5월 5일    | 매주 일요일 밤 1:45 ~ 2:15 (30분)   |
| KBS 2TV   | 2013년 6월 9일 ~ 2013년 6월 23일    | 매주 일요일 밤 1:45 ~ 2:15 (30분)   |
| KBS 2TV   | 2013년 7월 21일 ~ 2013년 9월 22일   | 매주 일요일 밤 1:45 ~ 2:15 (30분)   |
| KBS 2TV   | 2013년 5월 12일 ~ 2013년 6월 2일    | 매주 일요일 밤 1:55 ~ 2:25 (30분)   |
| KBS 2TV   | 2013년 9월 29일 ~ 2013년 10월 20일  | 매주 일요일 밤 1:50 ~ 2:20 (30분)   |
| KBS 2TV   | 2013년 10월 22일 ~ 2014년 9월 16일  | 매주 화요일 오후 4:25 ~ 4:55 (30분) |
| KBS 2TV   | 2014년 10월 14일 ~ 2014년 12월 30일 | 매주 화요일 오후 4:30 ~ 5:00 (30분) |
| KBS 2TV   | 2015년 1월 7일 ~ 2015년 7월 15일    | 매주 수요일 오후 5:10 ~ 5:40 (30분) |

## 진행자
| 기수 | 진행자 | 진행 기간                          |
| ---- | ------ | ---------------------------------- |
| 1기  | 오정연 | 2013년 4월 14일 ~ 2014년 12월 30일 |
| 2기  | 이승현 | 2015년 1월 7일 ~ 2015년 7월 15일   |

## 구성

### 최종 코너
- 최신작 소개
- 5分 극장
- 시리즈 애니메이션

### 종영된 코너
- 테마가 있는 판타지 - 네버엔딩 스토리
- 세계의 애니메이션

## 같이 보기
- SBS 애니갤러리
- 애니야 놀자
- KBS 강릉방송국